# 1811 a tudományban
Az 1811. év a tudományban és a technikában.

## Paleontológia
- Mary Anning felfedezte az Ichthyosaurus fosszilizálódott maradványait Lyme Regis-ben.

## Fizika
- Amedeo Avogadro megalkotja az elméletét a gázokban található mulekulák számáról (Avogadro-szám)

## Díjak
- Copley-érem: Benjamin Brodie

## Születések
- március 11. – Urbain Le Verrier csillagász († 1877).
- március 30. – Robert Bunsen kémikus († 1899).
- október 25. – Évariste Galois matematikus († 1832).

## Halálozások
- február 9. – Nevil Maskelyne, csillagász (* 1732)
- augusztus 31. – Louis Antoine de Bougainville, felfedező (* 1729)
- szeptember 8. – Peter Simon Pallas, természetbúvár (* 1741)